# Miroidea
Super-famille
Synonymes
- Tingoidea, Laporte, 1833

Les Miroidea forment une super-famille d'insectes hémiptères hétéroptères (punaises) de l'infra-ordre des Cimicomorpha. Elle contient notamment deux familles importantes, les Miridae, la plus riche en espèces de toutes les familles d'hétéroptères (plus de 11 000 espèces), et les Tingidae, une famille importante de punaises phytophages.

## Systématique
La définition de cette super-famille n'est pas encore stabilisée du point de vue phylogénétique. Plusieurs conceptions se sont opposées au fil des travaux scientifiques. 
En 1960, Drake et Davis associent les Miridae et les Tingidae dans la super-famille des Miroidea. Chez Štys et Kerzhner, 1975, les Miroidea sont composés au contraire des Miridae et des Microphysidae.  
Chez Schuh et Pavel S̆tys (1991), les Miroidea contiennent à nouveau les Miridae et les Tingidae, avec les Thaumastocoridae. Dans leur révision de 2009, Schuh, Weirauch et Wheeler estiment que si la monophylie des deux premières familles, séparément et conjointement, est confirmée, la place des Thaumastocoridae dans ce groupe n'est pas confirmée, et ils les placent dans un clade plus large, appelé Miriformes, qui comprennent les Miroidea (restreints aux seuls Miridae + Tingidae) et les Thaumastocoridae. Mais en 2018, dans une nouvelle analyse de Weirauch, Schuh, Cassis et Wheeler, les Thaumastocoridae sont à nouveau inclus. 
Chez Wheeler et Henry (2008), les Miroidea comprennent, outre les Miridae, les Tingidae et les Thaumastocoridae,  les Joppeicidae et les Microphysidae. Des études ultérieures devront donc clarifier cette situation. 
Les Miroidea sont l'une des super-familles des Cimicomorpha, mais leur place exacte dans l'infra-ordre reste également discutée, l'une des conceptions étant qu'elle est le groupe frère des Cimiciformes.
Différentes familles fossiles sont également mentionnées dans ce groupe: les †Hispanocaderidae, les †Ignotingidae, et les †Ebboidae qui semblent avoir été synonymisés avec les Microphysidae.

Le terme de Tingoidea est également utilisé, mais est considéré par certains comme un synonyme. Toutefois, un débat sur la prééminence des deux termes pour des raisons d'incertitude de date de publication n'est pas tranché.

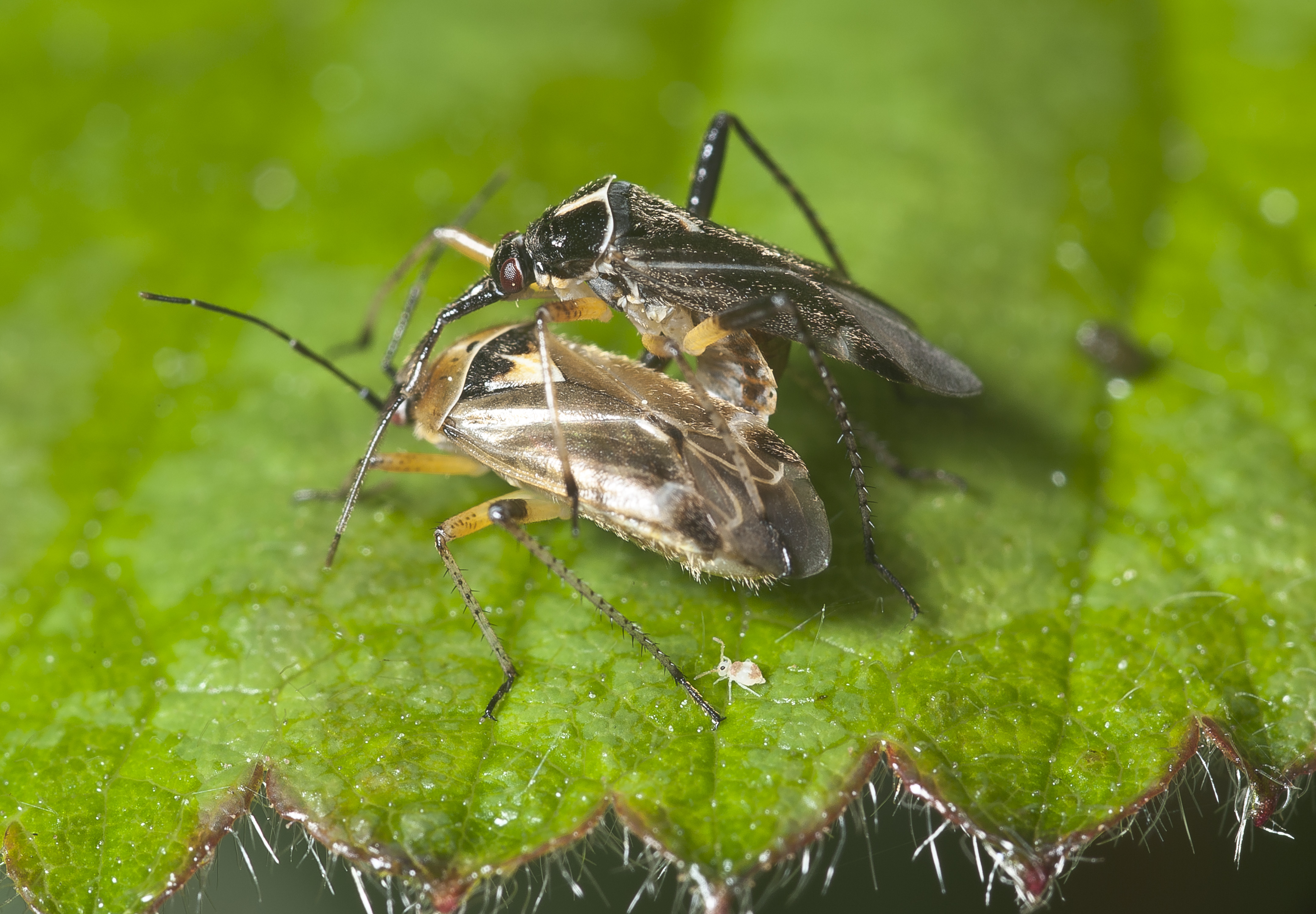
Miridae : Harpocera thoracica, accouplement
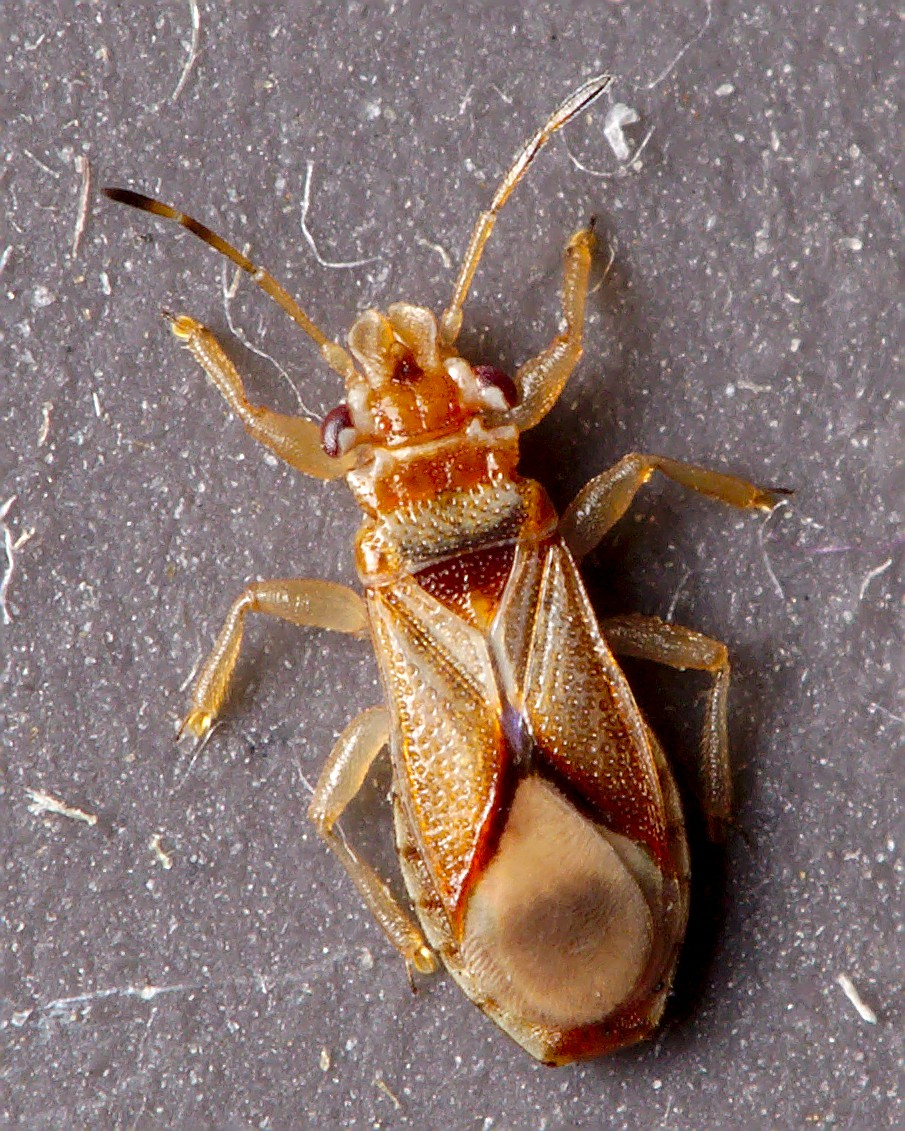
Thaumastocoridae : Thaumastocoris peregrinus.
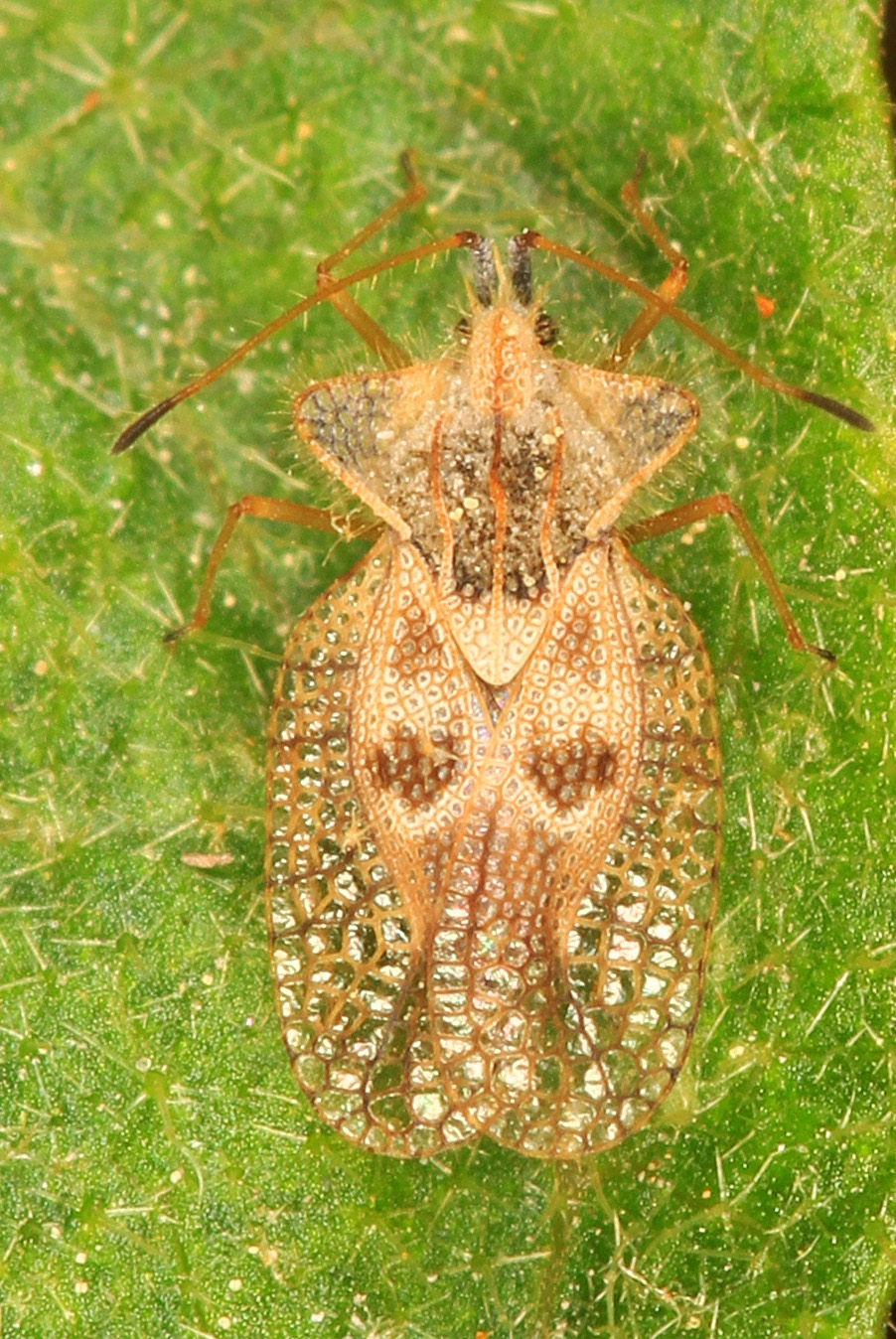
Tingidae : Gargaphia solani.

## Liste des familles
Selon ITIS (17 avril 2022) :
- famille Miridae
- famille Thaumastocoridae Kirkaldy, 1908
- famille Tingidae
- famille †Ebboidae Perrichot & al., 2006
- famille †Hispanocaderidae Golub & Popov, 2012
- famille †Ignotingidae Zhang & al., 2005